# Parafia Wniebowzięcia Najświętszej Maryi Panny w Niemczynie
Parafia Wniebowzięcia Najświętszej Maryi Panny w Niemczynie jest jedną z 9 parafii leżącą w granicach dekanatu damasławskiego. Erygowana w 1894 roku.

## Dokumenty
Księgi metrykalne: 
- ochrzczonych od 1945 roku
- małżeństw od 1945 roku
- zmarłych od 1945 roku